# 양충 (전한)
양충(楊忠, ? ~ 기원전 63년) 또는 양분(楊賁)은 전한 후기의 제후이다. 승상 양창의 아들로, 배다른 동생 양운은 광록훈을 지냈다.

## 생애
원평 원년(기원전 74년), 양창의 뒤를 이어 안평후(安平侯)에 봉해졌고, 양창의 공적으로 식읍 3,500호를 더 받았다.
원강 3년(기원전 63년)에 병으로 죽으니 시호를 경(頃)이라 하였고, 작위는 아들 양담이 이었다.

## 출전
- 반고, 《한서》 권18 외척은택후표·권66 공손유전왕양채진정전